# Copa Presidente de la República de Voleibol de 2010
A Copa Presidente de la República de Voleibol de 2010 foi a segunda edição do torneio, disputada em 2010 por equipes Sub-20, em comemoração as "Fiestas Patrias en el Perú". O sistema de disputa envolveu a participação do país anfitrião, o Peru, e mais três seleções: Brasil, República Dominicana e Trinidad e Tobago, onde todas se enfrentaram. Defendendo sua invencibilidade no torneio com apenas um set perdido, as brasileiras chegaram a final desta edição em 1 de agosto de 2010 no lotado Estádio Miguel Grau do Condado de Callao, na cidade de Lima, no Peru, diante das peruanas e cuja técnica era Natalia Málaga, ex-voleibolista e com 3x0 sagraram-se campeãs  sob o comando do técnico Luizomar de Moura.

## Campeãs de 2010
- Seleção Brasileira Juvenil: Carolina Freitas (Carol), Priscila Heldes, Rosanne Maggioni, Fernanda Kuchenbeker, Eduarda Kraisch,Sthefanie Paulino, Ana Beatriz Correia (Bia), Marjorie Correa, Gabriela Guimarães, Isabela Paquardi, e a líbero Kilara Mattos.[4]

## Resultados
- Fase de Classificação

29.Jul.2010  Brasil 3 x 0  República Dominicana(25-14/25-16/25-19)
29.Jul.2010   Peru 3 x 0  Trinidad e Tobago (25-15/25-14/25-15
30.Jul.2010   Peru 1 x 3  Brasil (25-16/11-25/22-25/13-25)
30.Jul.2010   República Dominicana 2 x 3  Trinidad e Tobago (25-13/16-25/24-26/25-16/07-15)
31.Jul.2010   Peru 3 x 1  República Dominicana(21-25/25-15/25-13/25-19)
31.Jul.2010   Brasil 3 x 0  Trinidad e Tobago (25-14/25-22/25-22)
- Fase Final - 3º  Lugar

01.Ago.2010   República Dominicana 2 x 3  Trinidad e Tobago (18-25/25-21/18-25/25-22/11-15)
- Fase Final - 1º Lugar

01.Ago.2010   Peru 0 x 3  Brasil (18-25/26-28/13-25)